# Каннин
Каннън (правопис по системата на Маккюн-Райшауер: Kangnŭng) е град в Южна Корея. Населението му е 215 239 жители (по приблизителна оценка към декември 2018 г.). Площта му е 1040 km². Средната годишна температура е около 13,5 °C. Получава статут на град през 1955 г. Намира се в часова зона UTC+9. Пощенските му кодове са 210003 – 210958, а телефонният код е +82 33.